# Ecleora haroldaria
Ecleora haroldaria är en fjärilsart som beskrevs av Charles Oberthür 1913. Ecleora haroldaria ingår i släktet Ecleora och familjen mätare. Inga underarter finns listade i Catalogue of Life.